# Partecipanti al Tour de France 2010
Elenco dei partecipanti al Tour de France 2010.
Alla competizione hanno preso parte 22 squadre, ciascuna delle quali composta da nove corridori, per un totale di 198 ciclisti di cui 170 hanno cuncluso la corsa. Lo spagnolo Xavier Florencio della Cervélo è stato escluso dalla squadra prima dell'inizio del Tour, Mark Renshaw (HTC-Columbia) è stato squalificato al termine della undicesima tappa per scorrettezze in volata, Stijn Vandenbergh (Katusha) è l'unico giunto fuori tempo massimo al traguardo, mentre altri 25 ciclisti si sono ritirati durante la corsa.

## Corridori per squadra
Nota: R ritirato, NP non partito, FT fuori tempo, S squalificato.
| Astana                        | Astana                        | Astana                        | AG2R La Mondiale              | AG2R La Mondiale              | AG2R La Mondiale              | Caisse d'Epargne                   | Caisse d'Epargne                   | Caisse d'Epargne                   |
| ----------------------------- | ----------------------------- | ----------------------------- | ----------------------------- | ----------------------------- | ----------------------------- | ---------------------------------- | ---------------------------------- | ---------------------------------- |
| 1                             | Alberto Contador              | DSQ                           | 81                            | Nicolas Roche                 | 15º                           | 161                                | Luis León Sánchez                  | 11º                                |
| 2                             | David de la Fuente            | 110º                          | 82                            | Maxime Bouet                  | 106º                          | 162                                | Rui Costa                          | 73º                                |
| 3                             | Andrij Hrivko                 | 136º                          | 83                            | Dimitri Champion              | 160º                          | 163                                | Imanol Erviti                      | 77º                                |
| 4                             | Jesús Hernández               | 140º                          | 84                            | Martin Elmiger                | 75º                           | 164                                | José Iván Gutiérrez                | 48º                                |
| 5                             | Maksim Iglinskij              | 131º                          | 85                            | John Gadret                   | 19º                           | 165                                | Vasil' Kiryenka                    | 60º                                |
| 6                             | Daniel Navarro                | 49º                           | 86                            | David Le Lay                  | R 3ª                          | 166                                | Christophe Moreau                  | 22º                                |
| 7                             | Benjamín Noval                | 104º                          | 87                            | Lloyd Mondory                 | 118º                          | 167                                | Mathieu Perget                     | 64º                                |
| 8                             | Paolo Tiralongo               | 54º                           | 88                            | Rinaldo Nocentini             | 98º                           | 168                                | Rubén Plaza                        | 12º                                |
| 9                             | Aleksandr Vinokurov           | 16º                           | 89                            | Christophe Riblon             | 28º                           | 169                                | José Joaquín Rojas                 | 68º                                |
| Manager: Giuseppe Martinelli  | Manager: Giuseppe Martinelli  | Manager: Giuseppe Martinelli  | Manager: Vincent Lavenu       | Manager: Vincent Lavenu       | Manager: Vincent Lavenu       | Manager: Yvon Ledanois             | Manager: Yvon Ledanois             | Manager: Yvon Ledanois             |
| Team Saxo Bank                | Team Saxo Bank                | Team Saxo Bank                | Cervélo TestTeam              | Cervélo TestTeam              | Cervélo TestTeam              | Cofidis, le Crédit en Ligne        | Cofidis, le Crédit en Ligne        | Cofidis, le Crédit en Ligne        |
| 11                            | Andy Schleck                  | 1º                            | 91                            | Carlos Sastre                 | 20º                           | 171                                | Rein Taaramäe                      | R 13ª                              |
| 12                            | Matti Breschel                | 142º                          | 92                            | Xavier Florencio              | NP                            | 172                                | Stéphane Augé                      | 153º                               |
| 13                            | Fabian Cancellara             | 121º                          | 93                            | Volodymyr Hustov              | 34º                           | 173                                | Samuel Dumoulin                    | NP 12ª                             |
| 14                            | Jakob Fuglsang                | 50º                           | 94                            | Jeremy Hunt                   | 163º                          | 174                                | Julien El Fares                    | 27º                                |
| 15                            | Stuart O'Grady                | 149º                          | 95                            | Thor Hushovd                  | 111º                          | 175                                | Christophe Kern                    | 97º                                |
| 16                            | Fränk Schleck                 | R 3ª                          | 96                            | Andreas Klier                 | 168º                          | 176                                | Sébastien Minard                   | 92º                                |
| 17                            | Chris Anker Sørensen          | 69º                           | 97                            | Ignatas Konovalovas           | 127º                          | 177                                | Amaël Moinard                      | 70º                                |
| 18                            | Nicki Sørensen                | 155º                          | 98                            | Brett Lancaster               | 159º                          | 178                                | Damien Monier                      | 71º                                |
| 19                            | Jens Voigt                    | 126º                          | 99                            | Daniel Lloyd                  | 164º                          | 179                                | Rémi Pauriol                       | 38º                                |
| Manager: Torsten Schmidt      | Manager: Torsten Schmidt      | Manager: Torsten Schmidt      | Manager: Jean-Paul van Poppel | Manager: Jean-Paul van Poppel | Manager: Jean-Paul van Poppel | Manager: Francis Van Londersele    | Manager: Francis Van Londersele    | Manager: Francis Van Londersele    |
| Team RadioShack               | Team RadioShack               | Team RadioShack               | Omega Pharma-Lotto            | Omega Pharma-Lotto            | Omega Pharma-Lotto            | Euskaltel-Euskadi                  | Euskaltel-Euskadi                  | Euskaltel-Euskadi                  |
| 21                            | Lance Armstrong               | 23º                           | 101                           | Jurgen Van Den Broeck         | 5º                            | 181                                | Samuel Sánchez                     | 4º                                 |
| 22                            | Janez Brajkovič               | 43º                           | 102                           | Mario Aerts                   | 33º                           | 182                                | Iñaki Isasi                        | 115º                               |
| 23                            | Chris Horner                  | 10º                           | 103                           | Francis De Greef              | 72º                           | 183                                | Egoi Martínez                      | 40º                                |
| 24                            | Andreas Klöden                | 14º                           | 104                           | Mickaël Delage                | R 2ª                          | 184                                | Juan José Oroz                     | NP 7ª                              |
| 25                            | Levi Leipheimer               | 13º                           | 105                           | Sebastian Lang                | 80º                           | 185                                | Alan Pérez                         | 129º                               |
| 26                            | Dmitrij Murav'ëv              | 148º                          | 106                           | Matthew Lloyd                 | 47º                           | 186                                | Rubén Pérez                        | 95º                                |
| 27                            | Sérgio Paulinho               | 46º                           | 107                           | Daniel Moreno                 | 21º                           | 187                                | Amets Txurruka                     | NP 5ª                              |
| 28                            | Jaroslav Popovyč              | 85º                           | 108                           | Jürgen Roelandts              | 120º                          | 188                                | Iván Velasco                       | 62º                                |
| 29                            | Grégory Rast                  | 114º                          | 109                           | Charles Wegelius              | NP 11ª                        | 189                                | Gorka Verdugo                      | 36º                                |
| Manager: Johan Bruyneel       | Manager: Johan Bruyneel       | Manager: Johan Bruyneel       | Manager: Herman Frison        | Manager: Herman Frison        | Manager: Herman Frison        | Manager: Igor González de Galdeano | Manager: Igor González de Galdeano | Manager: Igor González de Galdeano |
| Sky Professional Cycling Team | Sky Professional Cycling Team | Sky Professional Cycling Team | Team HTC-Columbia             | Team HTC-Columbia             | Team HTC-Columbia             | Rabobank                           | Rabobank                           | Rabobank                           |
| 31                            | Bradley Wiggins               | 24º                           | 111                           | Mark Cavendish                | 154º                          | 191                                | Denis Men'šov                      | 3º                                 |
| 32                            | Michael Barry                 | 99º                           | 112                           | Bernhard Eisel                | 156º                          | 192                                | Lars Boom                          | 130º                               |
| 33                            | Steve Cummings                | 151º                          | 113                           | Bert Grabsch                  | 169º                          | 193                                | Óscar Freire                       | 141º                               |
| 34                            | Juan Antonio Flecha           | 89º                           | 114                           | Adam Hansen                   | NP 2ª                         | 194                                | Juan Manuel Gárate                 | 35º                                |
| 35                            | Simon Gerrans                 | NP 8ª                         | 115                           | Tony Martin                   | 137º                          | 195                                | Robert Gesink                      | 6º                                 |
| 36                            | Edvald Boasson Hagen          | 116º                          | 116                           | Maxime Monfort                | 55º                           | 196                                | Koos Moerenhout                    | 52º                                |
| 37                            | Thomas Löfkvist               | 17º                           | 117                           | Mark Renshaw                  | S 11ª                         | 197                                | Grischa Niermann                   | 56º                                |
| 38                            | Serge Pauwels                 | 107º                          | 118                           | Michael Rogers                | 37º                           | 198                                | Bram Tankink                       | NP 16ª                             |
| 39                            | Geraint Thomas                | 67º                           | 119                           | Kanstancin Siŭcoŭ             | 39º                           | 199                                | Maarten Tjallingii                 | 132º                               |
| Manager: Sean Yates           | Manager: Sean Yates           | Manager: Sean Yates           | Manager: Brian Holm           | Manager: Brian Holm           | Manager: Brian Holm           | Manager: Adri van Houwelingen      | Manager: Adri van Houwelingen      | Manager: Adri van Houwelingen      |
| Liquigas-Doimo                | Liquigas-Doimo                | Liquigas-Doimo                | BMC Racing Team               | BMC Racing Team               | BMC Racing Team               | Lampre-Farnese Vini                | Lampre-Farnese Vini                | Lampre-Farnese Vini                |
| 41                            | Ivan Basso                    | 32º                           | 121                           | Cadel Evans                   | 26º                           | 201                                | Damiano Cunego                     | 29º                                |
| 42                            | Francesco Bellotti            | 122º                          | 122                           | Alessandro Ballan             | 87º                           | 202                                | Grega Bole                         | 125º                               |
| 43                            | Kristijan Koren               | 94º                           | 123                           | Brent Bookwalter              | 147º                          | 203                                | Mauro Da Dalto                     | 123º                               |
| 44                            | Roman Kreuziger               | 9º                            | 124                           | Marcus Burghardt              | 161º                          | 204                                | Francesco Gavazzi                  | 105º                               |
| 45                            | Aljaksandr Kučynski           | 86º                           | 125                           | Mathias Frank                 | NP 1ª                         | 205                                | Mirco Lorenzetto                   | 135º                               |
| 46                            | Daniel Oss                    | 124º                          | 126                           | George Hincapie               | 59º                           | 206                                | Danilo Hondo                       | 166º                               |
| 47                            | Manuel Quinziato              | 162º                          | 127                           | Karsten Kroon                 | 138º                          | 207                                | Adriano Malori                     | 170º                               |
| 48                            | Sylwester Szmyd               | 61º                           | 128                           | Steve Morabito                | 51º                           | 208                                | Alessandro Petacchi                | 150º                               |
| 49                            | Brian Vandborg                | 128º                          | 129                           | Mauro Santambrogio            | R 15ª                         | 209                                | Simon Špilak                       | R 17ª                              |
| Manager: Stefano Zanatta      | Manager: Stefano Zanatta      | Manager: Stefano Zanatta      | Manager: John Lelangue        | Manager: John Lelangue        | Manager: John Lelangue        | Manager: Maurizio Piovani          | Manager: Maurizio Piovani          | Manager: Maurizio Piovani          |
| Garmin-Transitions            | Garmin-Transitions            | Garmin-Transitions            | Quick Step                    | Quick Step                    | Quick Step                    | Footon-Servetto                    | Footon-Servetto                    | Footon-Servetto                    |
| 51                            | Christian Vande Velde         | NP 3ª                         | 131                           | Sylvain Chavanel              | 31º                           | 211                                | Eros Capecchi                      | 83º                                |
| 52                            | Julian Dean                   | 157º                          | 132                           | Carlos Barredo                | 41º                           | 212                                | José Alberto Benítez               | 145º                               |
| 53                            | Tyler Farrar                  | R 12ª                         | 133                           | Kevin De Weert                | 18º                           | 213                                | Manuel Cardoso                     | NP 1ª                              |
| 54                            | Ryder Hesjedal                | 7º                            | 134                           | Dries Devenyns                | 144º                          | 214                                | Arkaitz Durán                      | 81º                                |
| 55                            | Robert Hunter                 | NP 11ª                        | 135                           | Jérôme Pineau                 | 66º                           | 215                                | Markus Eibegger                    | R 9ª                               |
| 56                            | Martijn Maaskant              | 139º                          | 136                           | Francesco Reda                | R 18ª                         | 216                                | Fabio Felline                      | NP 9ª                              |
| 57                            | David Millar                  | 158º                          | 137                           | Kevin Seeldraeyers            | 134º                          | 217                                | Iban Mayoz                         | NP 16ª                             |
| 58                            | Johan Vansummeren             | 30º                           | 138                           | Jurgen Van De Walle           | 63º                           | 218                                | Aitor Pérez                        | 82º                                |
| 59                            | David Zabriskie               | 101º                          | 139                           | Maarten Wynants               | 117º                          | 219                                | Rafael Valls                       | 53º                                |
| Manager: Stefano Zanatta      | Manager: Stefano Zanatta      | Manager: Stefano Zanatta      | Manager: Wilfried Peeters     | Manager: Wilfried Peeters     | Manager: Wilfried Peeters     | Manager: José Antonio Fernández    | Manager: José Antonio Fernández    | Manager: José Antonio Fernández    |
| FDJ                           | FDJ                           | FDJ                           | Team Milram                   | Team Milram                   | Team Milram                   |                                    |                                    |                                    |
| 61                            | Christophe Le Mével           | 42º                           | 141                           | Linus Gerdemann               | 84º                           |                                    |                                    |                                    |
| 62                            | Sandy Casar                   | 25º                           | 142                           | Gerald Ciolek                 | 133º                          |                                    |                                    |                                    |
| 63                            | Rémy Di Grégorio              | 78º                           | 143                           | Johannes Fröhlinger           | 90º                           |                                    |                                    |                                    |
| 64                            | Anthony Geslin                | 146º                          | 144                           | Roger Kluge                   | NP 9ª                         |                                    |                                    |                                    |
| 65                            | Matthieu Ladagnous            | 93º                           | 145                           | Christian Knees               | 91º                           |                                    |                                    |                                    |
| 66                            | Anthony Roux                  | 167º                          | 146                           | Luke Roberts                  | 103º                          |                                    |                                    |                                    |
| 67                            | Jérémy Roy                    | 143º                          | 147                           | Thomas Rohregger              | 74º                           |                                    |                                    |                                    |
| 68                            | Wesley Sulzberger             | 152º                          | 148                           | Niki Terpstra                 | NP 3ª                         |                                    |                                    |                                    |
| 69                            | Benoît Vaugrenard             | 96º                           | 149                           | Fabian Wegmann                | 119º                          |                                    |                                    |                                    |
| Manager: Thierry Bricaud      | Manager: Thierry Bricaud      | Manager: Thierry Bricaud      | Manager: Ralf Grabsch         | Manager: Ralf Grabsch         | Manager: Ralf Grabsch         |                                    |                                    |                                    |
| Team Katusha                  | Team Katusha                  | Team Katusha                  | BBox Bouygues Telecom         | BBox Bouygues Telecom         | BBox Bouygues Telecom         |                                    |                                    |                                    |
| 71                            | Vladimir Karpec               | NP 9ª                         | 151                           | Thomas Voeckler               | 76º                           |                                    |                                    |                                    |
| 72                            | Pavel Brutt                   | 102º                          | 152                           | Yukiya Arashiro               | 112º                          |                                    |                                    |                                    |
| 73                            | Sergej Ivanov                 | 109º                          | 153                           | Anthony Charteau              | 44º                           |                                    |                                    |                                    |
| 74                            | Aleksandr Kolobnev            | 65º                           | 154                           | Pierrick Fédrigo              | 57º                           |                                    |                                    |                                    |
| 75                            | Robbie McEwen                 | 165º                          | 155                           | Cyril Gautier                 | 45º                           |                                    |                                    |                                    |
| 76                            | Alexandr Pliuschin            | 108º                          | 156                           | Pierre Rolland                | 58º                           |                                    |                                    |                                    |
| 77                            | Joaquim Rodríguez             | 8º                            | 157                           | Matthieu Sprick               | 100º                          |                                    |                                    |                                    |
| 78                            | Stijn Vandenbergh             | FT 7ª                         | 158                           | Sébastien Turgot              | 113º                          |                                    |                                    |                                    |
| 79                            | Ėduard Vorganov               | 79º                           | 159                           | Nicolas Vogondy               | 88º                           |                                    |                                    |                                    |
| Manager: Serge Parsani        | Manager: Serge Parsani        | Manager: Serge Parsani        | Manager: Didier Rous          | Manager: Didier Rous          | Manager: Didier Rous          |                                    |                                    |                                    |

## Ciclisti per nazione
Le nazionalità rappresentate nella manifestazione sono 30; in tabella il numero dei ciclisti suddivisi per la propria nazione di appartenenza:
| Numero ciclisti | Nazione                                                                               |
| --------------- | ------------------------------------------------------------------------------------- |
| 35              | Francia                                                                               |
| 32              | Spagna                                                                                |
| 17              | Italia                                                                                |
| 15              | Germania                                                                              |
| 13              | Belgio                                                                                |
| 11              | Australia                                                                             |
| 9               | Stati Uniti                                                                           |
| 8               | Gran Bretagna, Paesi Bassi                                                            |
| 6               | Russia                                                                                |
| 5               | Danimarca, Svizzera                                                                   |
| 4               | Slovenia                                                                              |
| 3               | Austria, Bielorussia, Kazakistan, Portogallo, Ucraina                                 |
| 2               | Canada, Lussemburgo, Norvegia                                                         |
| 1               | Estonia, Irlanda, Giappone, Lituania, Moldavia, Polonia, Rep. Ceca, Sudafrica, Svezia |